# (781) Kartvelia
(781) Kartvelia es un asteroide perteneciente al cinturón exterior de asteroides descubierto el 25 de enero de 1914 por Grigori Nikoláievich Neúimin desde el observatorio de Simeiz en Crimea.
Está nombrado por los kartveli, un antiguo pueblo de Georgia.